# Гославский, Иосиф Викеньтевич
Юзеф Гославский (Иосиф Викентьевич Гославский, пол. Józef Gosławski; 1865, Варшава — 1904, Баку) — российский архитектор, работавший в городе Баку в конце XIX — начале XX века.

## Биография
Юзеф Гославский родился в 1865 году в Варшавской губернии. Происходил из потомственных польских дворян. Первоначальное образование получил в варшавском реальном училище. В 1890 году окончил Институт гражданских инженеров. После окончания обучения состоял помощником архитектора А. Ю. Новицкого при постройке больших мастерских и эллинга на Балтийском судостроительном заводе в Петербурге. В октябре 1891 года был командирован в город Баку для возведения православного собора Александра Невского.

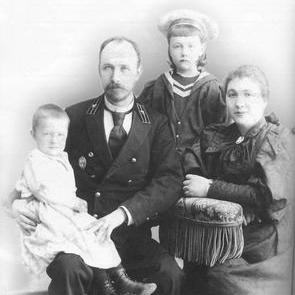
Юзеф Гославский со своей семьей в Баку

В 1892 году, будучи производителем работ на постройке собора, Юзеф Гославский был назначен городским архитектором города Баку и остался на этой должности до конца жизни. Тем не менее, участие в строительстве собора сыграло значительную роль в раскрытии творческих талантов Гославского. Александро-Невский собор был разрушен в 30-х годах XX века, когда в СССР шла борьба с религией.
В своих проектах Гославский использовал местный известняк для создания классических форм. В 1897 году по проекту Гославского в готическом стиле был построен жилой дом Меликова на Воронцовской улице (ныне — улица Ислама Сафарли, 19). Это было первое здание в Баку в подобном стиле, а также первая постройка Гославского, выполненная по частному заказу.
В 1902 году по проекту Гославского было закончено строительство дворца Гаджи Зейналабдина Тагиева на улице Горчаковской, начатое ещё в 1893 году. В настоящее время в этом здании, расположенном на улице Тагиева, 4, разместился Музей истории Азербайджана. Восточный зал дворца украшен орнаментальными растительными мотивами. В отделке всех остальных помещений Гославский использовал дуб. Главный фасад выполнен в торжественных формах Итальянского Ренессанса. Четкое поэтажное деление, глубокая рустовка стен, богатство архитектурной пластики ставят дворец в ряд важнейших архитектурных памятников Баку. В формах ренессанса Тосканы Гославский спроектировал двухэтажный особняк на улице Почтовой (ныне — улица Сулеймана Тагизаде, 70).

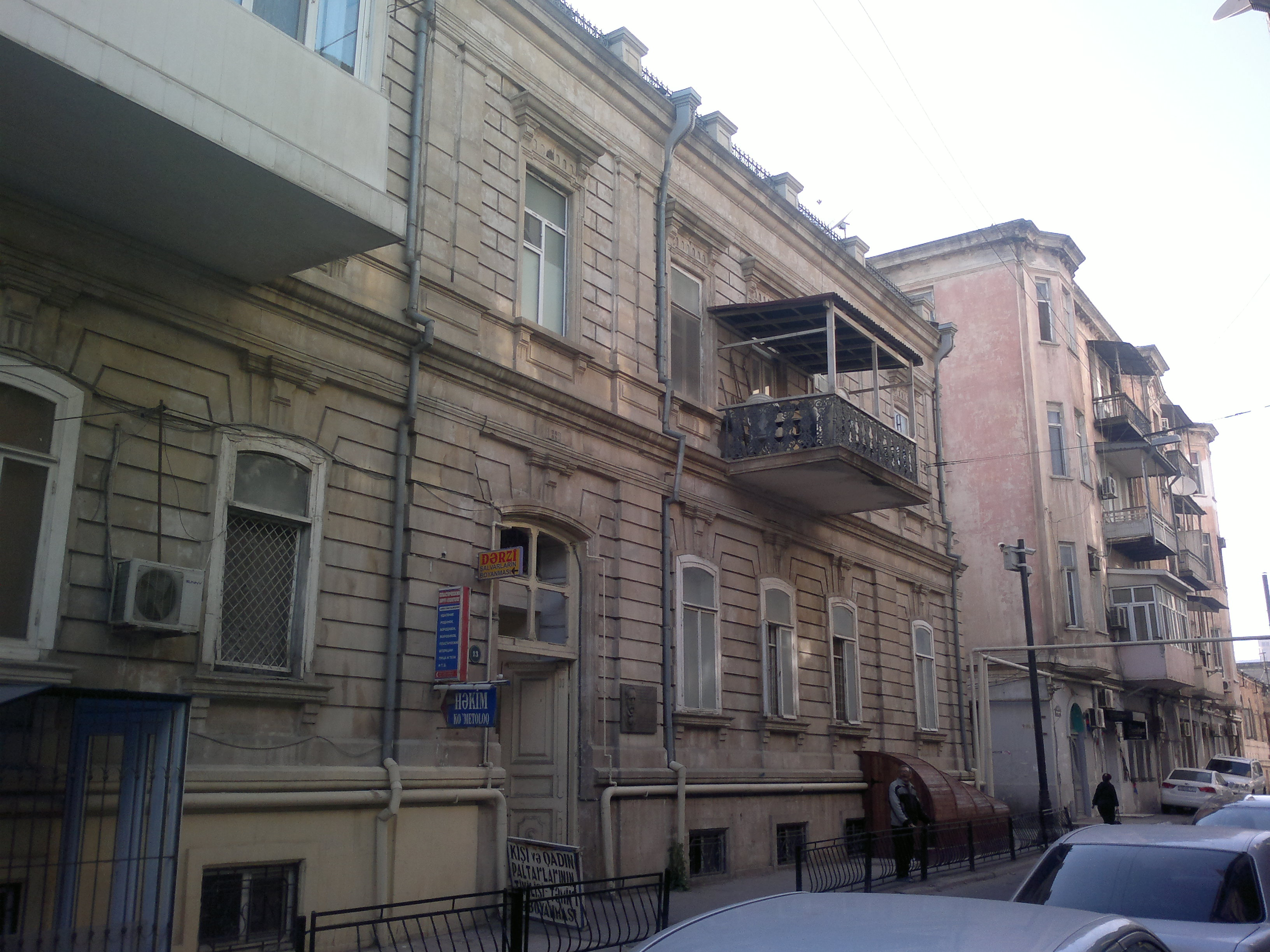
Дом в Баку, где Гославский жил с 1902 по 1904 год

Широко применена Гославским классическая форма в проекте здания Бакинского отделения Императорского русского технического общества на улице Торговой (ныне — улица Низами, 115), построенного в 1899 году. Здесь Гославский использовал ризалиты, подчеркнутые наличниками и сандриками классического направления. В 1895 Гославским в селении Мардакян была построена вилла Тагиева по проекту Гославского, а в 1899 году по его же проекту — здание текстильной фабрики Тагиева в селе Зых.
В 1901 году по составленному в 1899 году проекту Гославского была построена Женская мусульманская школа Тагиева, ставшая первой постройкой у крепостных стен на улице Николаевской. В 1918—1920 годах в этом здании размещался парламент Азербайджанской Демократической Республики. Сегодня в этом здание, расположенном на улице Истиглалият, 8 находится Институт рукописей Академии наук Азербайджана, а также дом-музей Гусейна Джавида.

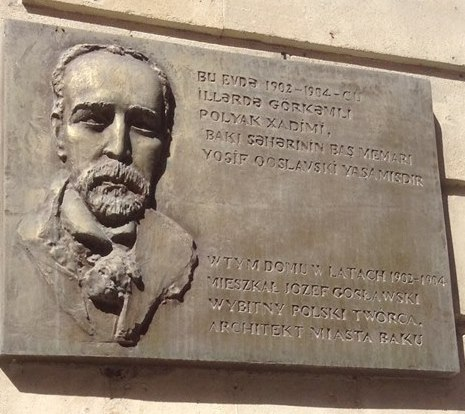
Мемориальная доска на стене дома в Баку, в котором жил Гославский

Последним проектом Гославского стало трехэтажное здание Бакинской городской думы, построенное в 1904 году в стиле барокко, но в оригинальной интерпретации. Вскоре Гославский заболел чахоткой и скончался в 1904 году. До своей кончины Гославский отправил жену и старших детей — дочь Хелену и сына Чеслава в Польшу. До самой смерти с Гославским оставалась его сестра Михалина, воспитывавшая младшую дочь Гославского — четырёхлетнюю Луцию. Луция Гославская вскоре стала профессиональной художницей, проживала в Ленинграде и трагически погибла во время блокады города.

## Память
По указу президента Азербайджана Ильхама Алиева от 2006 года на стене доме № 11 по улице Мирзы Ибрагимова, куда Гославский переехал в 1902 году (тогда она называлась Армянская) была установлена мемориальная доска с барельефом архитектора и надписью: «Здесь в 1902—1904 годах жил видный польский специалист, главный архитектор города Баку Юзеф Гославский». На церемонии открытия 11 июня 2008 года присутствовала супруга президента Польши Мария Качиньская, выступившая с речью.
Проживающими в доме дальними родственницами Гославского со стороны его жены — сёстрами Ириной Георгиевной и Верой Георгиевной Трофимовыми-Хомицкими организована частная мемориальная квартира, в котором сохранились архив Гославского, кабинет Гославского с личными предметами архитектора (письменный стол, настольная лампа, диван, зеркало, буфет. В квартире проводятся творческие встречи, открытые уроки, принимаются иностранные гости, в основном из Польши и России.
В 2019 году на одном из зданий на улице Польских архитекторов в Баку была установлена мемориальная доска, в посвящённая Гославскому и другим архитекторам польского происхождения.

## Постройки и проекты
| Постройка | Фотография | Год проектирования | Год постройки | Адрес                        | Примечания |
| --- | ---------- | ------------------ | ------------- | ---------------------------- | --- |
| Дворец Тагиева (ныне — здание Музея истории Азербайджана)                                                                                    |            | 1893               | 1898—1902     | Баку. Горчаковская ул., 4    | |
| Двухэтажный жилой дом |            | 1893               | 1893—1897     | Баку. Горчаковская ул., 2    | Верхние этажи достроены позднее |
| Двухэтажный жилой дом |            | 1893               | 1895          | Баку, Николаевская ул., 7    | |
| Двухэтажный жилой дом |            | 1893               | 1895          | Баку, Почтовая ул., 70       | |
| Вилла Тагиева |            | 1893               | 1895          | Апшерон, с. Мардакяны        | |
| Трехэтажный жилой дом |            | 1894               |               | Баку. Кладбищенская ул.      | |
| Трехэтажный жилой дом |            | 1894               | 1895          | Баку, Николаевская ул., 5    | |
| Школа садоводства |            | 1894               | 1894          | Апшерон, с. Мардакяны        | |
| Здание заразного отделения при Михайловской больнице                                                                                         |            | 1895               | 1898          | Баку, Татарская ул.          | |
| Проект губернаторского дома |            | 1895               |               | Баку                         | |
| Проект провиантского магазина |            | 1895               |               | Баку                         | |
| Трехэтажный жилой дом |            | 1895               | 1897          | Баку, Воронцовская ул., 19   | |
| Здание текстильной фабрики Тагиева |            | 1896               | 1899          | Баку, с. Зых                 | |
| Завод |            | 1897               |               | Баку, Чёрный город           | |
| Рынок |            | 1898               |               | Баку, Николаевская ул.       | |
| Деревянная пристань |            | 1898               | 1898          | Баку, Петровская наб.        | |
| Двухэтажный жилой дом |            | 1898               |               | Баку, крепость               | |
| Здание Бакинского отделения Императорского технического общества                                                                             |            | 1898               | 1899          | Баку, Торговая ул.           | |
| Здание бакинского технического училища (ныне — здание первого корпуса Азербайджанского государственного университета нефти и промышленности) |            | 1898               | 1900          | Баку, ул. Станиславского, 20 | Верхние два этажа достроены позднее в советские годы |
| Здание женской мусульманской школы Тагиева (ныне — Институт рукописей)                                                                       |            | 1898               | 1901          | Баку, Николаевская ул., 8    | |
| Здание городской думы (ныне — здание Бакинской мэрии)                                                                                        |            | 1899               | 1900—1904     | Баку, Николаевская ул., 4    | |
| Театр Тагиева, совместно с П. И. Когновицким (перестройка)                                                                                   |            | 1899               | 1900—1904     | Баку, Меркурьевская ул., 8   | Сегодня на месте снесённого в 1988 году в связи с угрозой обрушения здания расположен Азербайджанский государственный театр музыкальной комедии |
| Дом Ашурбекова |            |                    | 1904          | Баку, ул. Видади             | Здание было построено в 1904 году по заказу нефтепромышленника и мецената Теймур-бека Ашурбекова в качестве свадебного подарка его сыну Бала-беку. Архитектор здания — Иосиф Гославский. Последняя работа Гославского, который был «городовым архитектором» (главным архитектором) Баку. |